# Хуан О'Горман
Хуан О'Горман (ісп. Juan O'Gorman; 6 липня 1905, Койоакан — 17 січня 1982, Мехіко) — мексиканський художник-монументаліст, архітектор XX століття. Професор Національного політехнічного інституту у Мехіко.

## Життєпис
Батько — Сесіл Кроуфорд О'Горман, ірландець, емігрант, художник за фахом. Звідси неіспанське прізвище майбутнього архітектора і художника.

## Освіта і початок праці архітектором
З 1920 року він вивчав архітектуру у Академії Сан Карлос при Національному незалежному університеті. По закінченні академії розпочав працювати архітектором. 1932 року тодішній міністр освіти Нарсіссо Бассольс призначив молодого архітектора керівником архітектурного бюро Міністерства народної освіти. Під час праці в архітектурному бюро О'Горман виконав близько 26 проєктів варіантів шкіл. проєкти були реалізовані.
Серед помітних замовлень 1930-х років був проєкт будинку і студій для мексиканських художників Дієго Рівера та Фріди Кало з його майже символічним мостом. Архітектор початково працював у невиразному, надто спрощеному і геометризованому стилі.

## Нові споруди Національного університету
Вже на етапі проєктування майбутнє університетське містечко замислювали як єдиний функціонально-технічний і художній ансамбль. Низка видатних творців, що вже вибороли високий авторитет в національному мистецтві, була запрошена на працю вже на етапі первісного проєктування, серед них Дієго Рівера, Хуан О'Горман, Чавес Морадо, Сікейрос. Згодом до проєкту приєднали низку архітекторів, що збільшило бригаду до ста осіб. Ансамбль запроєктовано на плато Педрегаль де Сан-Ангель, що оточений з трьох боків вулканічними схилами і відкритий на столицю лише одним боком. Плато було покинутим і ніяк не використовувалось. Велетенської земельної ділянки вистачило як для створення приміщень для університетських факультетів (розрахованих на 30 000 студентів окрім викладачів), так і житловий масив на 15000 мешканців та споруду велетенського Олімпійського стадіону. Всі вони вибудовані на різних рівнях-терасах і практично нанизані на Панамериканську автостраду, що перетинає містечко. Будівничі попіклувались про створення газонів і парків, котрі вкрили всю вільну від забудови територію.
Двома домінантами комплексу стануть споруда медичного центра та університетська бібліотека з висотним книгосховищем.
Не припинялись дискусії щодо проєкту, але обирались лише функціональні і економічні форми залізобетонної архітектури. Тому проєкт О'Гормана у вигляді індіанської піраміди (вкритої мозаїками), анахронічний, надто архаїзований, відкинули. Натомість йому віддали у роботу споруду університетської бібліотеки. Акцентом бібліотечної споруди стало приміщення книгосховища без вікон, для котрого не було потрібно натурального освітлення. Всі чотири фасади споруди Хуан О'Горман прикрасив багатоколірними мозаїками на символічно-індіанські теми. Додатками були фасади з облицюванням місцевим сіро-синім і червоним вулканічним каменем, досить легким у обробці сучасними механізмами. Було використано 25 відтінків натурального каменю для мозаїк, що перетворило споруду книгосховища на архітектурну коштовність. Бібліотечна споруда на пологому схилі пагорба перетворилась на архітектурну домінанту ансамблю, розташовану на головній площі Ректорату.

## Будинок-піраміда

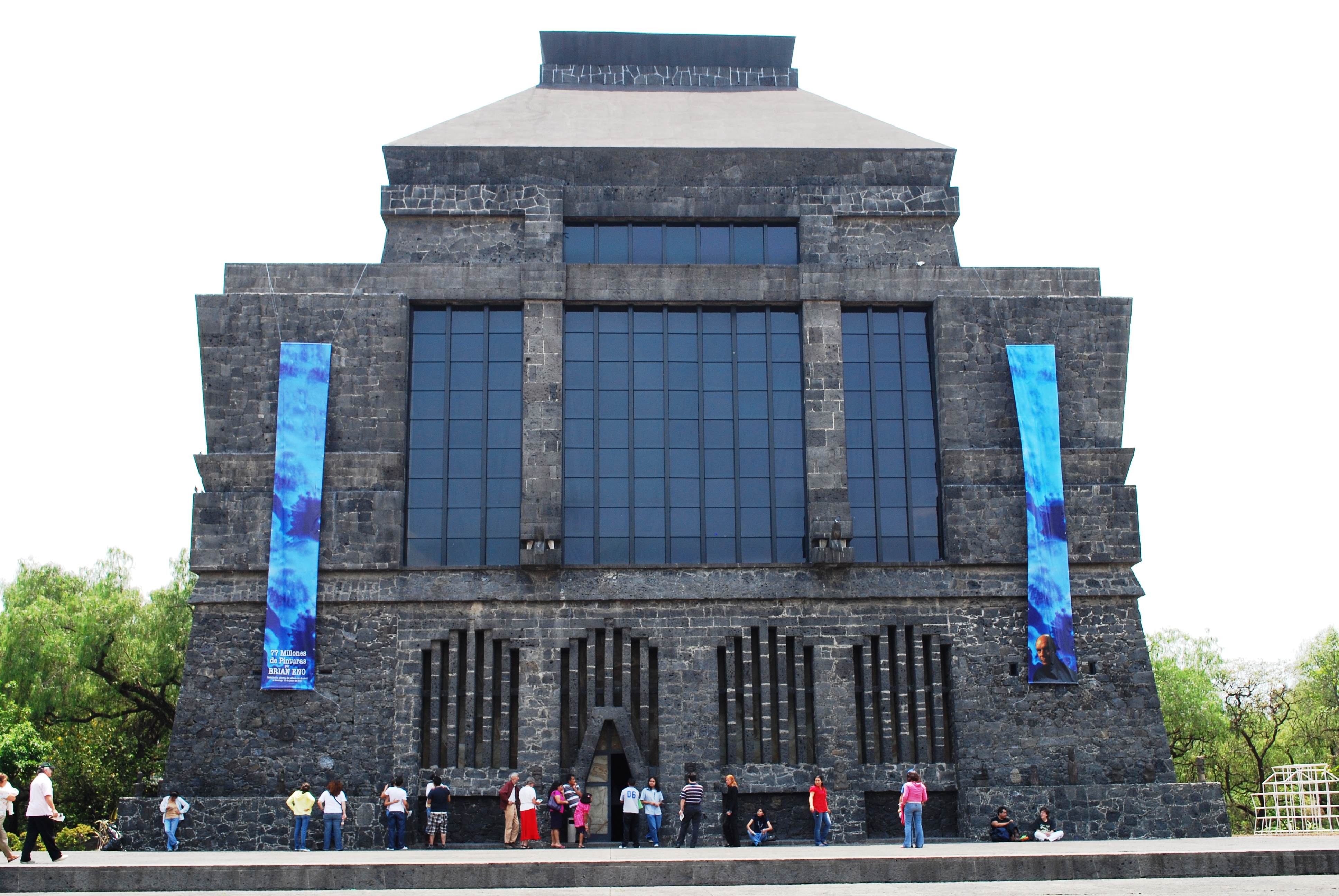
Анагуакаллі музей (Anahuacalli Museum)

Хуан О'Горман таки повернеться до використання піраміди в сучасній йому архітектурі. Він отримав замову від Дієго Рівери на споруду для розташування колекції творів індіанського мистецтва. Виникла чудернацька споруда у вигляді стилізованого індіанського храму доколумбової доби з місцевого каменю, але з великими вікнами (небаченими в індіанській архітектурі)і сучасними комунікаціями. Нині будинок-піраміда використовується як музей.
Ще більшою грою з архітектурними і природними формами був власний будинок архітектора, розташований в натуральній печері.

## Смерть
В останні роки життя Хуан О'Горман мав хворобу серця. За припущеннями мав також ускладнення у формі депресії. Він покінчив життя самогубством.

## Вибрані твори
- Стінопис бібліотеки в Ацкапотцалько (район Мехіко; 1931);
- Двадцять варіантів проєктів шкіл (до 1935);
- Будинок Сесілії;
- Банк Мексики (реконструкція);
- фрески в замку Чапультепек;
- Ліна Кокрел театр, Мозаїка на фасаді «Дві цивілізації в Латинській Америці»;
- Фреска в бібліотеці Гертруди Боканегра, місто Пацкуаро (1940);
- стінописи в першому аеропорту столиці (не збережені) (до 1938);
- Будинок Дієго Рівери та Фріди Калло;
- Бібліотека Національного незалежного університету Мехіко (1949–1953);
- Споруда медичного факультету Національного незалежного університету Мехіко;
- Мозаїка на споруді Міністерства зв'язку (Мехіко, 1952–1957);
- Власний будинок у Мехіко.

Галерея робіт Хуана О'Гормана
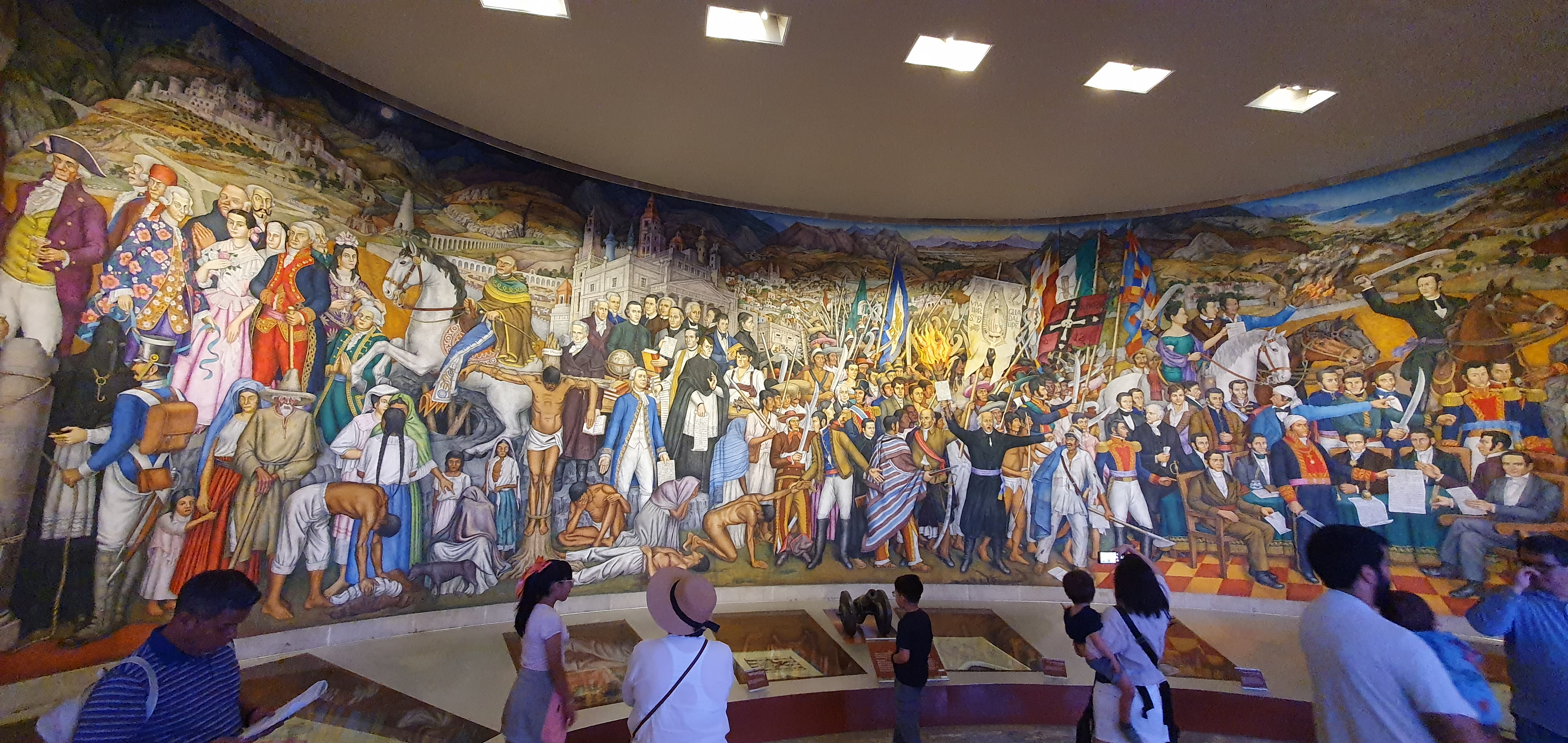
фрески в замку Чапультепек
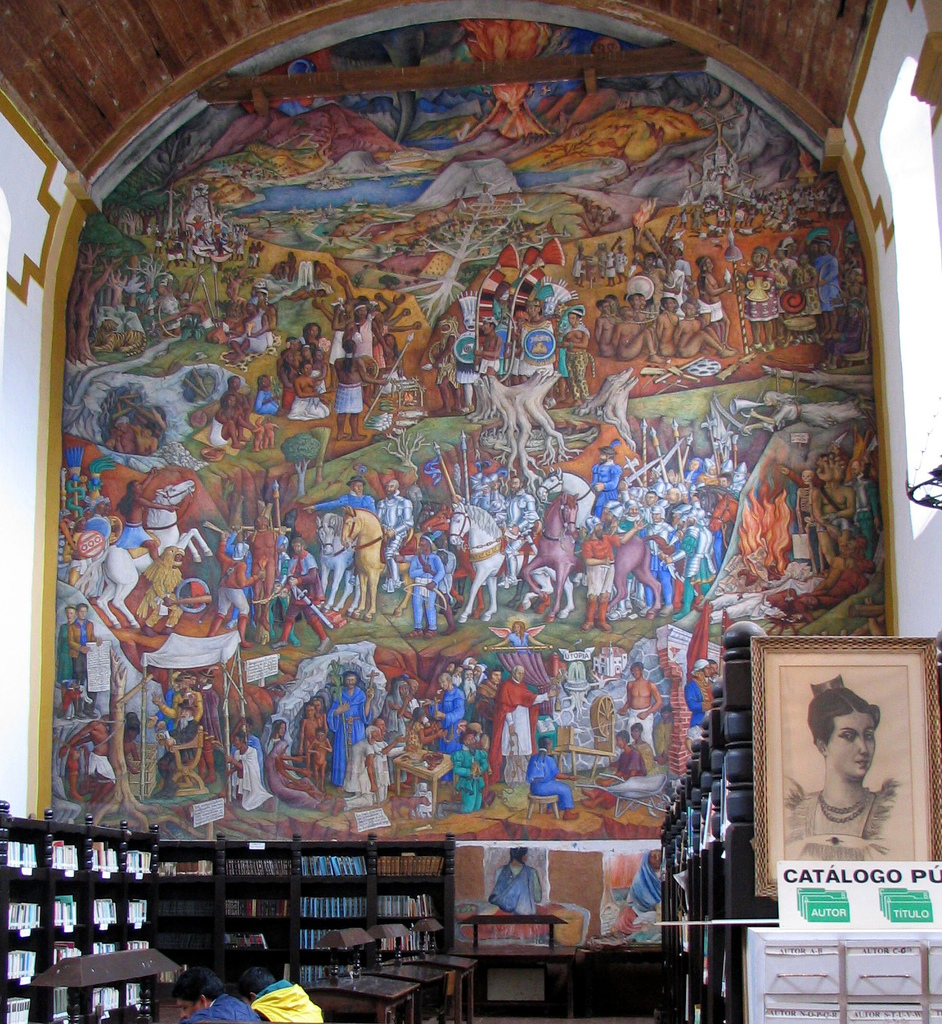
Стінопис в публічній бібліотеці Гертруди Боканегра, місто Пацкуаро (колишній палац Св. Августина)
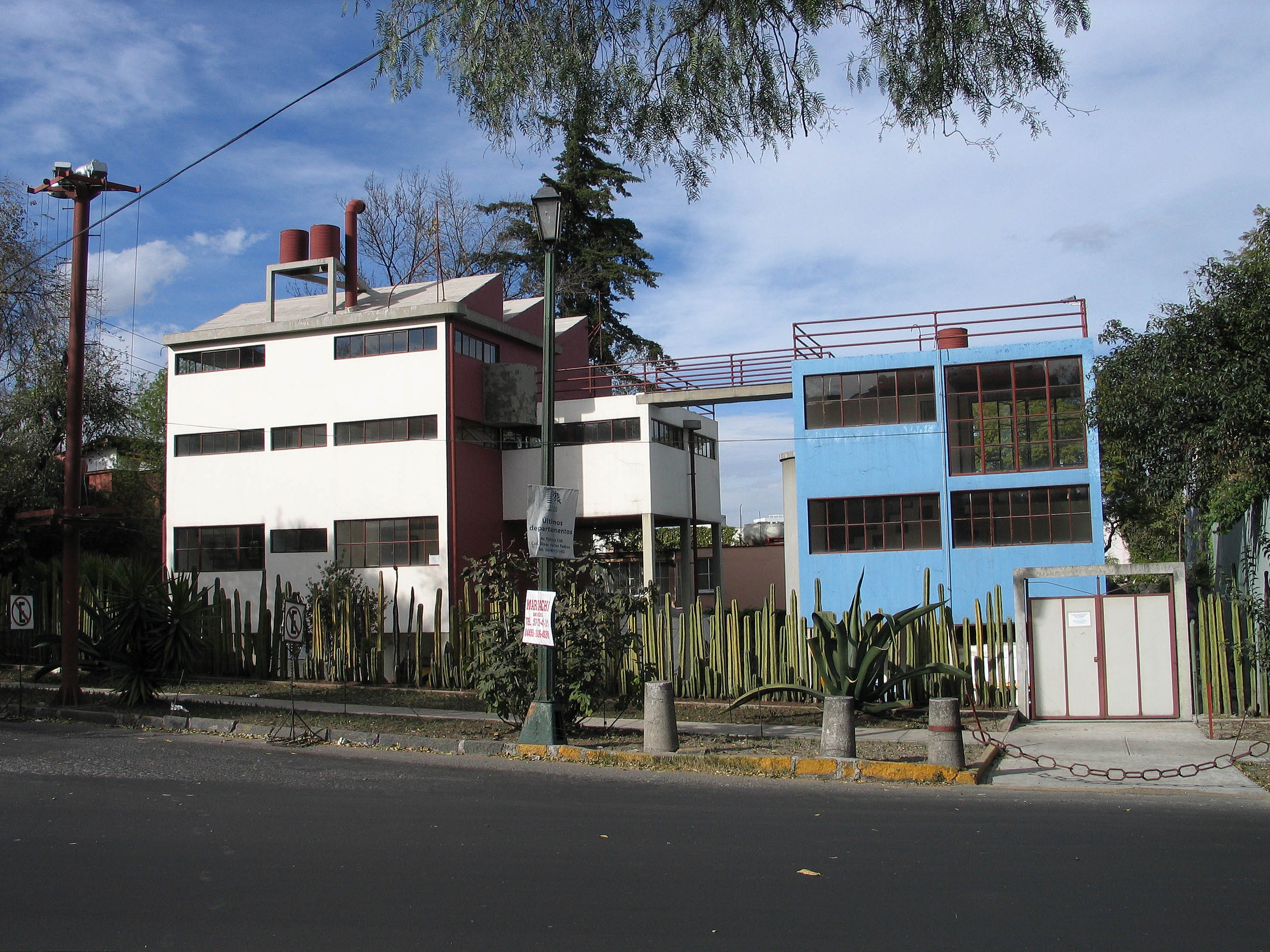
Будинок художників Дієго Рівера та Фріди Калло з його майже символічним мостом
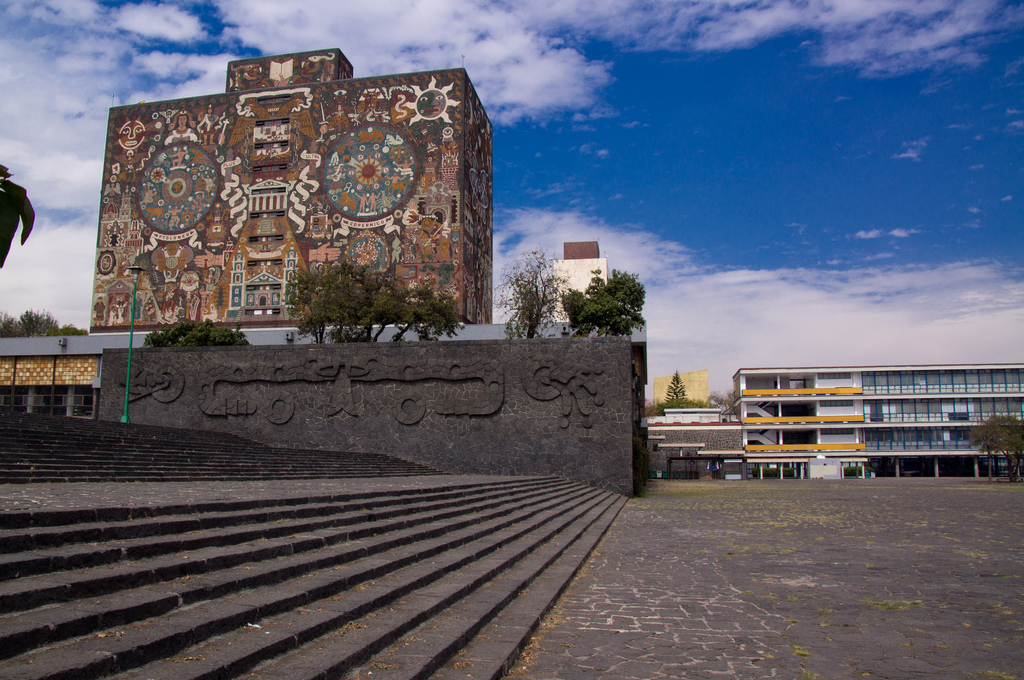
Книгосховище бібліотеки Національного незалежного університету, мозаїки Хуана О'Гормана
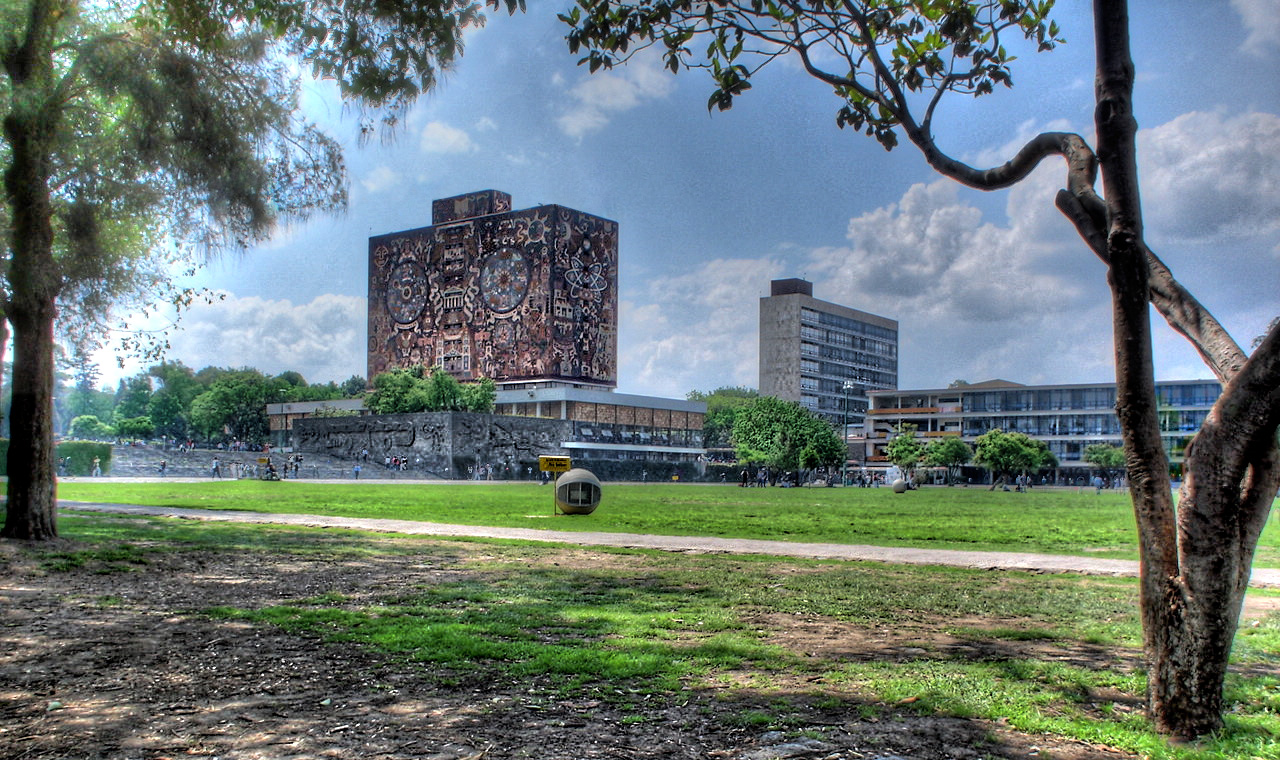
Книгосховище бібліотеки Національного незалежного університету, мозаїки Хуана О'Гормана